# Новиков, Владимир Васильевич
Влади́мир Васи́льевич Но́виков (род. 21 декабря 1951, Минск, Белорусская ССР, СССР) — советский и российский актёр театра и кино, народный артист России, писатель, поэт, сценарист. Лауреат Премии Ленинского комсомола, Премии КГБ СССР, МВД СССР.

## Биография
Владимир Новиков родился 21 декабря 1951 года в городе Минске. Родители разошлись, когда Владимиру было тринадцать лет. Имел младшую сестру — Татьяну.
В 1977 году окончил Всесоюзный государственный институт кинематографии (ВГИК) (мастерская Сергея Фёдоровича Бондарчука).
Работал в Московском драматическом театре на Малой Бронной (1977—1982).
Сотрудничает с музыкальной группой «Хорус», под руководством композитора Евгения Бедненко.
В настоящее время продолжает сниматься в кино, пишет стихи, сценарии, книги, а также активно выступает в концертных программах и творческих вечерах. За сборник стихов и рассказов «Прости, нас, Господи» награждён премией «Золотое перо Руси».
Является идейным вдохновителем Творческого союза Мамонт.

### Личная жизнь
- Первая жена — Екатерина, ювелир, художник. Брак продлился около двух лет[1][2].
- Вторая жена — Елена Ивановна (умерла в 2009 году от инсульта[5]), торговый работник. Прожили вместе двадцать шесть лет. За это время сыграли пятнадцать свадеб, четырнадцать раз разводились и один раз венчались[1][2].
  - Приёмный сын — Андрей (от первого брака Елены Ивановны с сотрудником КГБ Александром)[1][2].

## Творчество

### Фильмография
1. 1974 — Выбор цели — студент-дипломник (нет в титрах)
2. 1975 — У меня есть лев — Юрка, ассистент дрессировщика
3. 1975 — Любовь с первого взгляда — Семён Годунов, брат Ани, военнослужащий
4. 1976 — Всего одна ночь — Сергей Боровой, старший лейтенант милиции
5. 1976 — Легко быть добрым — Иван Спицын, токарь
6. 1977 — А у нас была тишина… — ефрейтор, возлюбленный Манефы, погибший на фронте
7. 1977 — В профиль и анфас (киноальманах, новелла «Большая любовь Чередниченко Н. П.») — Володя
8. 1977 — Воскресная ночь — Степан Юрский, тракторист
9. 1978 — Пуск — Сенчаков, бригадир монтажников
10. 1978 — Пыль под солнцем — Банников, начальник личной охраны Муравьёва
11. 1978 — Встреча в конце зимы — Олег, отец Тарасика
12. 1978 — Версия полковника Зорина — Лёвушкин («Губатый»), старый друг «Скока»
13. 1979 — Завтрак на траве — Сергей Павлович, старший пионервожатый (озвучил Александр Белявский)
14. 1979 — Дачная жизнь (телеспектакль) — Илюшка
15. 1979 — Опасные друзья — Александр Иванов, уголовник «Магадан»
16. 1979 — Похищение «Савойи» — пилот вертолёта
17. 1980 — Государственная граница. Фильм № 2 «Мирное лето 1921-го года» — Алексей Кузьмич Могилов, красноармеец, затем чекист-пограничник
18. 1980 — Братья Рико — Майк О’Лири, контрабандист
19. 1980 — Иначе нельзя — Борис Калнин, крановщик
20. 1980 — Тайна Эдвина Друда — Невил Ландлес
21. 1982 — Полынь — трава горькая — Василий Ковригин, фронтовик-инвалид
22. 1982 — Государственная граница. Фильм № 3 «Восточный рубеж» — Алексей Кузьмич Могилов, чекист-пограничник, капитан
23. 1983 — За синими ночами — Николай Николаевич Журбин, инженер-строитель, член комиссии из министерства
24. 1983 — Такая жёсткая игра — хоккей — Ребров, хоккеист
25. 1983 — Смерть на взлёте — Сергей, друг и сослуживец Игоря Крымова
26. 1984 — Огни —
27. 1986 — Борис Годунов — Семён Годунов, троюродный брат царя Бориса
28. 1988 — Воры в законе — гость главы местной мафии Артура (нет в титрах)
29. 1990 — Система «Ниппель» — помощник Лазаря Фомича («Бамбука»)
30. 1990 — Человек из чёрной «Волги» — Леонид Мартынович Поляков, профессор, директор института микрон лектор ники
31. 1992/2006 — Тихий Дон — атаман Белёсый[6]
32. 1993 — Барабаниада — эпизод
33. 1993 — Троцкий — эпизод
34. 1994 — Чёрные береты — Жора, главарь банды
35. 1998 — Дантист (короткометражный) —
36. 2000 — Теория вероятности (короткометражный) —
37. 2000 — Чек — эпизод
38. 2003 — Лучший город Земли — майор
39. 2003 — На углу, у Патриарших 3 — Фёдор Владимирович Мережкин, депутат
40. 2006 — Охота на пиранью — Глаголев, генерал
41. 2006 — Капитанские дети — Роман Муштаков, оператор
42. 2006 — Сыщики 5 (серия № 6 «Бей первым») — Алексей Муратов, предприниматель
43. 2007 — Кука — дядя Лены
44. 2007 — Прощайте, доктор Чехов! — Иван Туркин, меценат
45. 2008 — Знахарь — Саша Сухумский, «вор в законе»
46. 2008 — Преступление будет раскрыто (серия № 3 «Игра на выбывание») — Дмитрий Игнатьевич Потапов, мэр Красногорельска
47. 2008 — Если нам судьба… — собутыльник артиста
48. 2009 — Иван Грозный — Афанасий, митрополит
49. 2009 — Завтра всё будет по-другому (документальный) — Борис Николаевич Ельцин, президент
50. 2009 — Час Волкова 3 (серия № 35 «Лёд») — Евгений Карлович Галанин, генерал
51. 2010 — Гадание при свечах — Вадим Павлович Ромадин, министр лесного хозяйства
52. 2011 — Хитровка — Елизар Матвеевич, промышленник
53. 2011 — Жизнь и приключения Мишки Япончика — «Мотя», помощник «вора в законе» Менделя Герша
54. 2011 — Заложники любви — Леонид Миронович, президент холдинга
55. 2012 — Право на правду (серия № 32 «Дорогой папочка») — Николай Александрович Михайлов, бизнесмен
56. 2013 — Операция «Кукловод» — Игорь Моисеевич Ривкин, адвокат
57. 2015 — Миндальный привкус любви — Николай Александрович, профессор химии (в титрах не указан)
58. 2018 — Операция «Сатана» — Леонид Ильич Брежнев, генеральный секретарь

### Книга
- Новиков В. В. «Прости, нас, Господи…». — М.: Издательство «У Никитских ворот», 2014. — 206 с. — ISBN 978-5-91366-969-8. — В книгу вошли стихи, рассказы и идея нового сценария Владимира Новикова;
издание иллюстрировано фотографиями из жизни актёра и картинами его друга Никаса Сафронова[7].

## Награды и звания
- Лауреат Государственной премии СССР и премии Ленинского комсомола.
- 1982 — лауреат Первой премии КГБ СССР — за роль чекиста-пограничника Алексея Могилова в советских телевизионных художественных фильмах «Государственная граница. Мирное лето 21-го года» и «Государственная граница. Восточный рубеж»[1][5].
- 2005 — получил от ГУВД Москвы наградной травматический пистолет ИЖ-79-9Т «Макарыч» с дарственной надписью[8][9].
- 2014 — лауреат «Национальной литературной премии „Золотое перо Руси“» за 2014 год в номинации «Поэзия»[10] с вручением знака особого отличия «Золотое перо Руси», изготовленного из чистого золота, и присвоением звания «Золотое перо Руси» (личный сертификат № 162 от 14 октября 2014 года[11]).